# Opus regulatum
opus: es un mosaico que puede servir para figuras geométricas y Opus regulatum es el nombre en latín para la técnica utilizada en la creación de mosaicos griegos y romanos que utilizaba teselas mayores de 4 mm. dispuestas en un patrón de rejilla o cuadriculado. Las líneas de lechada estaban alineadas horizontal y verticalmente a diferencia del opus tessellatum que consistía en teselas alineadas solamente de forma horizontal o vertical. Era útil para la creación de patrones geométricos o para el fondo.